# 法皇トンネル (国道319号)

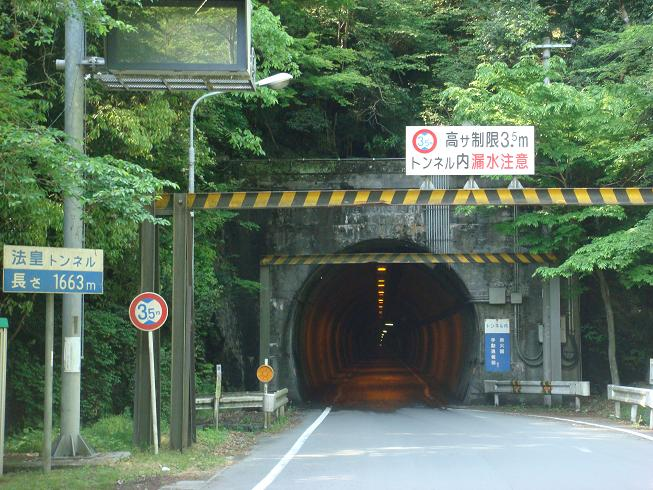
法皇トンネル（金砂町側）

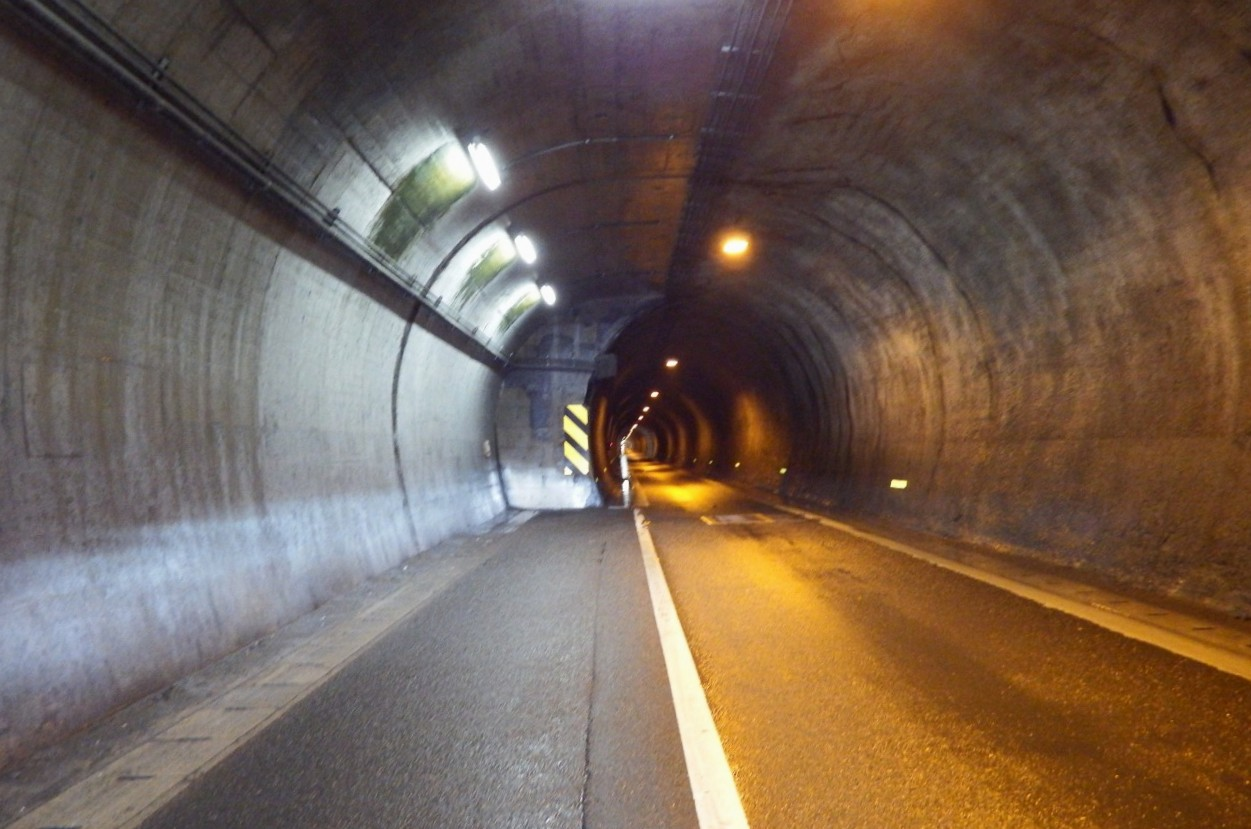
退避所

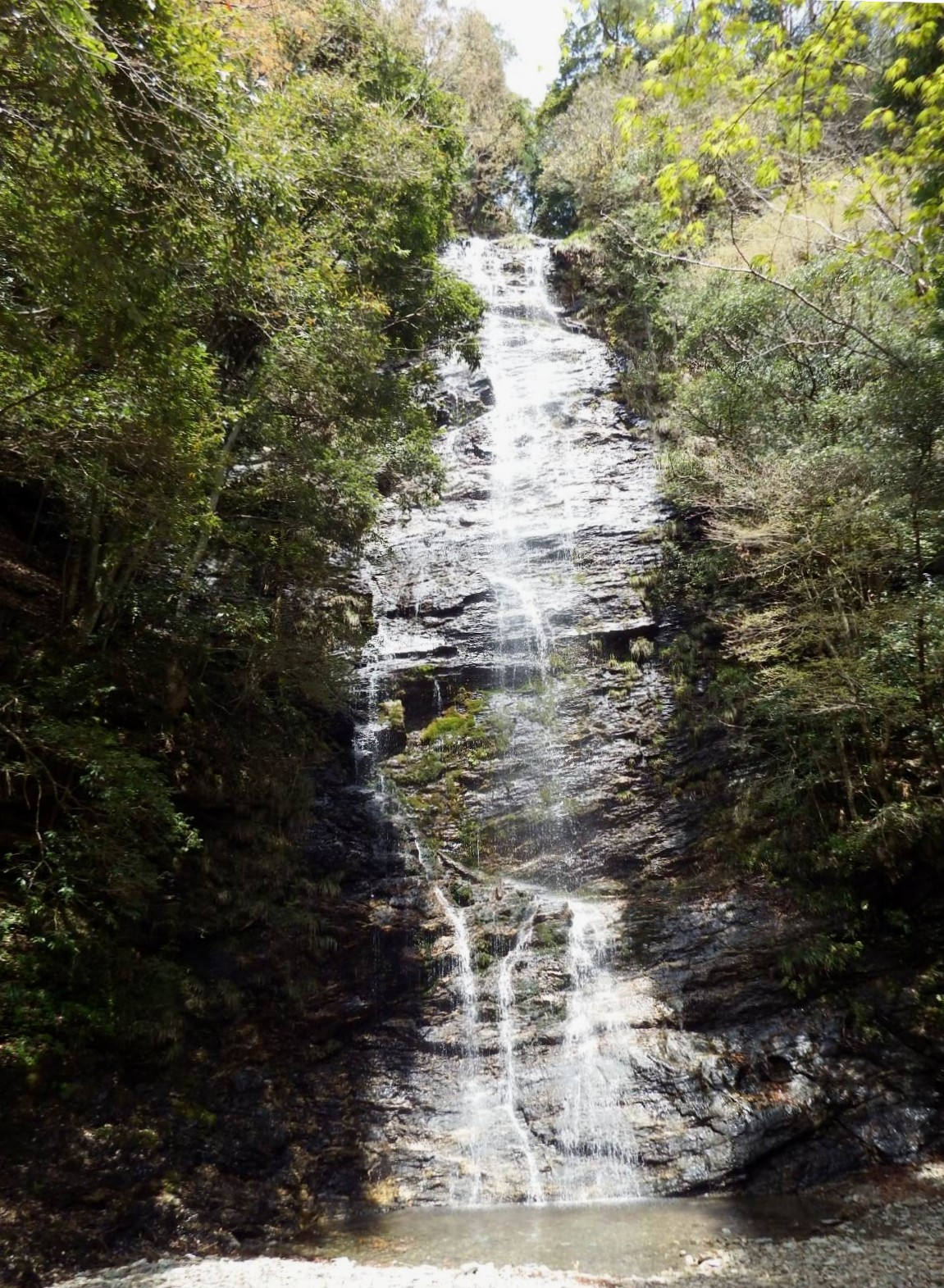
トンネル脇にある水ヶ滝

法皇トンネル（ほうおうトンネル）は、愛媛県四国中央市にある国道319号の道路トンネルである。

## 概要
法皇山脈を挟んで北側の四国中央市三島地区の市街地と同市の嶺南地域（金砂町、富郷町）を結んでいる。トンネル内は狭く自動車同士のすれ違いが困難ため、所々に待避所がある。

### 諸元
- 路線：国道319号
- 所在地：四国中央市金砂町平野山 - 四国中央市寒川町
- 竣工：1960年（昭和35年）
- 全長：1,663m（開通当時、道路トンネルとしては全国第4位の長さ）
- 幅：4.5m
- 高さ：4.7m（高さ制限：3.5m）
- 車線：1車線
- 総工費：2億5000万円

## 歴史
- 1955年（昭和30年）7月 - 林野庁、農林漁業金融公庫へ初陳情
- 1956年（昭和31年） - 事業計画作成
- 1957年（昭和32年） - 自治省の事業計画承認、法皇隧道事業運営委員会結成
- 1957年（昭和32年）12月23日 - 鉄道工業株式会社が落札（途中、湧水により工事が難航、井原建設工業がこれを引き継ぐ）
- 1957年（昭和32年）12月28日 - 請負契約書調印
- 1958年（昭和33年）4月29日 - 起工式
- 1959年（昭和34年）7月31日 - 導坑貫通
- 1960年（昭和35年）11月1日 - 開通式（開通当時は有料道路）
- 1967年（昭和42年）12月2日 - トンネル内巻き立て・拡幅着工
- 1968年（昭和43年）3月21日 - 巻き立て・拡幅完成
- 1974年（昭和49年）4月 - 市道から県道に移管されると共に無料化
- 1993年（平成5年）4月1日 - 愛媛県道6号から国道319号に昇格
- 2012年（平成24年） - 裏込注入工事、漏水対策工事完了
- 2017年（平成29年） - トンネル内照明のLED化

## 周辺
- 具定展望台
- 翠波高原
- 柳瀬ダム（金砂湖畔公園）